# 6e étape du Tour de France 2007
Pour un article plus général, voir Tour de France 2007.
La 6e étape du Tour de France 2007 a eu lieu le 13 juillet. Le parcours de près de 200 kilomètres relie Semur-en-Auxois à Bourg-en-Bresse. Le Belge Tom Boonen s'impose au sprint.

## Communes traversées

### Côte-d'Or(21)
Semur-en-Auxois,
Pont-et-Massène,
Semur-en-Auxois,
Villeneuve-sous-Charigny,
Braux,
Clamerey,
Saint-Thibault,
Gissey-le-Vieil,
Pouilly-en-Auxois,
Créancey,
Sainte-Sabine,
Painblanc,
Auxant,
Bligny-sur-Ouche,
Lusigny-sur-Ouche,
Montceau-et-Écharnant,
Cussy-la-Colonne,
Ivry-en-Montagne,
Baubigny,
Saint-Aubin,

### Saône-et-Loire(71)
Chagny,
Rully,
Fontaines,
Mellecey,
Givry,
Saint-Désert,
Rosey,
Buxy,
Saint-Boil,
Sercy,
Malay,
Cormatin,
Chapaize,
Martailly-lès-Brancion,
Cruzille,
Sagy,
Bissy-la-Mâconnaise,
Lugny,
Montbellet,
Fleurville,

### Ain(01)
Pont-de-Vaux,
Saint-Étienne-sur-Reyssouze,
Béréziat,
Marsonnas,
Montrevel-en-Bresse,
Malafretaz,
Cras-sur-Reyssouze,
Attignat,
Viriat,
Bourg-en-Bresse

## Classement de l'étape
| \| Classement de l'étape \| Classement de l'étape \| Classement de l'étape \| Classement de l'étape \| Classement de l'étape \| \| Coureur \| Coureur \| Pays \| Équipe \| Temps \| \| --------------------- \| --------------------- \| --------------------- \| --------------------- \| --------------------- \| \| 1er \| Tom Boonen \| Belgique \| Quick Step-Innergetic \| 5 h 20 min 59 s \| \| 2e \| Óscar Freire \| Espagne \| Rabobank \| + 0 s \| \| 3e \| Erik Zabel \| Allemagne \| Team Milram \| + 0 s \| \| 4e \| Sébastien Chavanel \| France \| La Française des jeux \| + 0 s \| \| 5e \| Thor Hushovd \| Norvège \| Crédit Agricole \| + 0 s \| \| 6e \| Daniele Bennati \| Italie \| Lampre-Fondital \| + 0 s \| \| 7e \| Robert Förster \| Allemagne \| Gerolsteiner \| + 0 s \| \| 8e \| Robert Hunter \| Afrique du Sud \| Barloworld \| + 0 s \| \| 9e \| Romain Feillu \| France \| Agritubel \| + 0 s \| \| 10e \| Murilo Fischer \| Brésil \| Liquigas \| + 0 s \| |                    |                |                       |                 |
| |                    |                |                       |                 |
| |                    |                |                       |                 |
| Classement de l'étape |                    |                |                       |                 |
| Coureur | Coureur            | Pays           | Équipe                | Temps           |
| 1er | Tom Boonen         | Belgique       | Quick Step-Innergetic | 5 h 20 min 59 s |
| 2e | Óscar Freire       | Espagne        | Rabobank              | + 0 s           |
| 3e | Erik Zabel         | Allemagne      | Team Milram           | + 0 s           |
| 4e | Sébastien Chavanel | France         | La Française des jeux | + 0 s           |
| 5e | Thor Hushovd       | Norvège        | Crédit Agricole       | + 0 s           |
| 6e | Daniele Bennati    | Italie         | Lampre-Fondital       | + 0 s           |
| 7e | Robert Förster     | Allemagne      | Gerolsteiner          | + 0 s           |
| 8e | Robert Hunter      | Afrique du Sud | Barloworld            | + 0 s           |
| 9e | Romain Feillu      | France         | Agritubel             | + 0 s           |
| 10e | Murilo Fischer     | Brésil         | Liquigas              | + 0 s           |

## Classement général
Arrivé au sein du peloton, le Suisse Fabian Cancellara (CSC) conserve son maillot jaune de leader du classement général. Il devance toujours l'Allemand Andreas Klöden (Astana) toujours à 33 secondes et l'Italien Filippo Pozzato (Liquigas) à 39 secondes. Seuls changements dans le top 10, la rentrée de l'Espagnol Oscar Freire (Rabobank) en 5e position et de l'Allemand Erik Zabel (Milram) à la 9e place grâces aux bonifications de fin d'étape.
| \| Classement général \| Classement général \| Classement général \| Classement général \| Classement général \| \| Coureur \| Coureur \| Pays \| Équipe \| Temps \| \| ------------------ \| ------------------ \| ------------------ \| -------------------- \| ------------------ \| \| 1er \| Fabian Cancellara \| Suisse \| CSC \| 29 h 49 min 55 s \| \| 2e \| Andreas Klöden \| Allemagne \| Astana \| + 33 s \| \| 3e \| Filippo Pozzato \| Italie \| Liquigas \| + 35 s \| \| 4e \| David Millar \| Royaume-Uni \| Saunier Duval-Prodir \| + 41 s \| \| 5e \| Óscar Freire \| Espagne \| Rabobank \| + 43 s \| \| 6e \| George Hincapie \| États-Unis \| Discovery Channel \| + 43 s \| \| 7e \| Vladimir Gusev \| Russie \| Discovery Channel \| + 45 s \| \| 8e \| Vladimir Karpets \| Russie \| Caisse d'Épargne \| + 46 s \| \| 9e \| Erik Zabel \| Allemagne \| Team Milram \| + 48 s \| \| 10e \| Mikel Astarloza \| Espagne \| Euskaltel-Euskadi \| + 49 s \| |                   |             |                      |                  |
| |                   |             |                      |                  |
| |                   |             |                      |                  |
| Classement général |                   |             |                      |                  |
| Coureur | Coureur           | Pays        | Équipe               | Temps            |
| 1er | Fabian Cancellara | Suisse      | CSC                  | 29 h 49 min 55 s |
| 2e | Andreas Klöden    | Allemagne   | Astana               | + 33 s           |
| 3e | Filippo Pozzato   | Italie      | Liquigas             | + 35 s           |
| 4e | David Millar      | Royaume-Uni | Saunier Duval-Prodir | + 41 s           |
| 5e | Óscar Freire      | Espagne     | Rabobank             | + 43 s           |
| 6e | George Hincapie   | États-Unis  | Discovery Channel    | + 43 s           |
| 7e | Vladimir Gusev    | Russie      | Discovery Channel    | + 45 s           |
| 8e | Vladimir Karpets  | Russie      | Caisse d'Épargne     | + 46 s           |
| 9e | Erik Zabel        | Allemagne   | Team Milram          | + 48 s           |
| 10e | Mikel Astarloza   | Espagne     | Euskaltel-Euskadi    | + 49 s           |

## Classements annexes
| Classement par points | Classement par points | Classement par points | Classement par points | Classement par points |
| Coureur               | Coureur               | Pays                  | Équipe                | Points                |
| --------------------- | --------------------- | --------------------- | --------------------- | --------------------- |
| 1er                   | Tom Boonen            | Belgique              | Quick Step-Innergetic | 141 pts               |
| 2e                    | Erik Zabel            | Allemagne             | Team Milram           | 130 pts               |
| 3e                    | Óscar Freire          | Espagne               | Rabobank              | 114 pts               |
| 4e                    | Robert Hunter         | Afrique du Sud        | Barloworld            | 103 pts               |
| 5e                    | Thor Hushovd          | Norvège               | Crédit Agricole       | 101 pts               |

| Classement par points | Classement par points | Classement par points | Classement par points | Classement par points |
| Coureur               | Coureur               | Pays                  | Équipe                | Points                |
| --------------------- | --------------------- | --------------------- | --------------------- | --------------------- |
| 1er                   | Tom Boonen            | Belgique              | Quick Step-Innergetic | 141 pts               |
| 2e                    | Erik Zabel            | Allemagne             | Team Milram           | 130 pts               |
| 3e                    | Óscar Freire          | Espagne               | Rabobank              | 114 pts               |
| 4e                    | Robert Hunter         | Afrique du Sud        | Barloworld            | 103 pts               |
| 5e                    | Thor Hushovd          | Norvège               | Crédit Agricole       | 101 pts               |

| Classement de la montagne | Classement de la montagne | Classement de la montagne | Classement de la montagne       | Classement de la montagne |
| Coureur                   | Coureur                   | Pays                      | Équipe                          | Points                    |
| ------------------------- | ------------------------- | ------------------------- | ------------------------------- | ------------------------- |
| 1er                       | Sylvain Chavanel          | France                    | Cofidis-Le Crédit par Téléphone | 40 pts                    |
| 2e                        | Philippe Gilbert          | Belgique                  | La Française des jeux           | 23 pts                    |
| 3e                        | William Bonnet            | France                    | Crédit Agricole                 | 15 pts                    |
| 4e                        | Giampaolo Cheula          | Italie                    | Barloworld                      | 10 pts                    |
| 5e                        | Stéphane Augé             | France                    | Cofidis-Le Crédit par Téléphone | 9 pts                     |

| Classement de la montagne | Classement de la montagne | Classement de la montagne | Classement de la montagne       | Classement de la montagne |
| Coureur                   | Coureur                   | Pays                      | Équipe                          | Points                    |
| ------------------------- | ------------------------- | ------------------------- | ------------------------------- | ------------------------- |
| 1er                       | Sylvain Chavanel          | France                    | Cofidis-Le Crédit par Téléphone | 40 pts                    |
| 2e                        | Philippe Gilbert          | Belgique                  | La Française des jeux           | 23 pts                    |
| 3e                        | William Bonnet            | France                    | Crédit Agricole                 | 15 pts                    |
| 4e                        | Giampaolo Cheula          | Italie                    | Barloworld                      | 10 pts                    |
| 5e                        | Stéphane Augé             | France                    | Cofidis-Le Crédit par Téléphone | 9 pts                     |

| Classement du meilleur jeune | Classement du meilleur jeune | Classement du meilleur jeune | Classement du meilleur jeune | Classement du meilleur jeune |
| Coureur                      | Coureur                      | Pays                         | Équipe                       | Temps                        |
| ---------------------------- | ---------------------------- | ---------------------------- | ---------------------------- | ---------------------------- |
| 1er                          | Vladimir Gusev               | Russie                       | Discovery Channel            | 29 h 50 min 40 s             |
| 2e                           | Thomas Dekker                | Pays-Bas                     | Rabobank                     | + 6 s                        |
| 3e                           | Benoît Vaugrenard            | France                       | La Française des jeux        | + 7 s                        |
| 4e                           | Alberto Contador             | Espagne                      | Discovery Channel            | + 10 s                       |
| 5e                           | Linus Gerdemann              | Allemagne                    | T-Mobile                     | + 13 s                       |

| Classement du meilleur jeune | Classement du meilleur jeune | Classement du meilleur jeune | Classement du meilleur jeune | Classement du meilleur jeune |
| Coureur                      | Coureur                      | Pays                         | Équipe                       | Temps                        |
| ---------------------------- | ---------------------------- | ---------------------------- | ---------------------------- | ---------------------------- |
| 1er                          | Vladimir Gusev               | Russie                       | Discovery Channel            | 29 h 50 min 40 s             |
| 2e                           | Thomas Dekker                | Pays-Bas                     | Rabobank                     | + 6 s                        |
| 3e                           | Benoît Vaugrenard            | France                       | La Française des jeux        | + 7 s                        |
| 4e                           | Alberto Contador             | Espagne                      | Discovery Channel            | + 10 s                       |
| 5e                           | Linus Gerdemann              | Allemagne                    | T-Mobile                     | + 13 s                       |

| Classement par équipes | Classement par équipes | Classement par équipes | Classement par équipes |
| Équipe                 | Équipe                 | Pays                   | Temps                  |
| ---------------------- | ---------------------- | ---------------------- | ---------------------- |
| 1re                    | CSC                    | Danemark               | 89 h 32 min 05 s       |
| 2e                     | Discovery Channel      | États-Unis             | + 3 s                  |
| 3e                     | Caisse d'Épargne       | Espagne                | + 16 s                 |
| 4e                     | T-Mobile               | Allemagne              | + 43 s                 |
| 5e                     | Rabobank               | Pays-Bas               | + 45 s                 |

| Classement par équipes | Classement par équipes | Classement par équipes | Classement par équipes |
| Équipe                 | Équipe                 | Pays                   | Temps                  |
| ---------------------- | ---------------------- | ---------------------- | ---------------------- |
| 1re                    | CSC                    | Danemark               | 89 h 32 min 05 s       |
| 2e                     | Discovery Channel      | États-Unis             | + 3 s                  |
| 3e                     | Caisse d'Épargne       | Espagne                | + 16 s                 |
| 4e                     | T-Mobile               | Allemagne              | + 43 s                 |
| 5e                     | Rabobank               | Pays-Bas               | + 45 s                 |

### Combativité
Bradley Wiggins

## Anecdote
Le soir de l'étape, France 2 organisait une émission en direct sur une place de Bourg-en-Bresse, Le Tour en fête, présentée par Michel Drucker. L'émission était constituée à la fois de divertissement (Laurent Gerra, Christophe Willem, Amel Bent, David Hallyday, etc.) et de reportages et interviews sur l'histoire du Tour de France.